# Erwin von Sommaruga
Erwin von Sommaruga, vollständiger Name Erwin Franz Freiherr von Sommaruga (* 26. September 1844 in Wien; † 10. Mai 1897 in Riva del Garda) war ein österreichischer Chemiker und Hochschullehrer.

## Leben
Sommaruga wuchs in Wien auf und schloss dort seine Schulausbildung mit der Matura ab. Anschließend studierte er ab 1861 an der Universität Wien Chemie. Er wurde Mitglied des Corps Saxonia Wien. Als Inaktiver ging er 1862/63 an die  Ruprecht-Karls-Universität Heidelberg, die ihn 1863 zum Dr. phil. promovierte. 1864 arbeitete er an der Wiener Porzellanmanufaktur und danach an der Schwefelsäurefabrik in Unterheiligenstadt. 1866–1870 war er Assistent für Chemie an der Technischen Hochschule Wien, an der er sich 1870 habilitierte. Er war anschließend als Privatdozent am chemischen Universitätslaboratorium tätig und habilitierte sich dort 1872 erneut. Er forschte und lehrte dann an der Universität Wien, wo er 1879 zum a.o. Professor für Chemie ernannt wurde. 1890/1891 hielt Sommaruga sich zu einem Forschungsaufenthalt in Berlin auf und begeisterte sich dort für bakteriologische Fragestellungen. Nach Rückkehr nach Wien scheiterte dort allerdings sein Versuch, eine chemisch-bakteriologische Abteilung zu gründen. 1867 war er Gründungsmitglied des Wiener Eislauf-Vereins.

## Schriften
- Über die Äquivalente von Kobalt und Nickel, Wien 1866